# Moção de rejeição
Designa-se por moção de rejeição uma iniciativa do Parlamento português que incide sobre o programa do governo e pode ser apresentada por qualquer grupo parlamentar.
A sua aprovação, que requer uma maioria absoluta (equivalente a um mínimo de 116 votos), implica a demissão do governo.
A última moção de rejeição que ocorreu em Portugal foi votada em 10 de novembro de 2015 e aprovada por 123 votos a favor face a 107 contra, implicando a queda do XX Governo Constitucional de Portugal.